# سویلایناتس
سویلایناتس (صربی: Svilajnac}} یک منطقهٔ مسکونی در صربستان است که در ناحیه پوموراولیه واقع شده‌است. سویلایناتس   ۱۰۰ متر بالاتر از سطح دریا واقع شده‌است.

## خواهرخوانده
شهر کانگیژا خواهرخواندهٔ سویلایناتس هست.